# Jimmy Castor
Jimmy Castor, pseudonimo di James Walter Castor (Manhattan, 23 gennaio 1940 – Henderson, 16 gennaio 2012), è stato un musicista statunitense.
Tra i brani più famosi dell'artista vi sono It's Just Begun (1970), Troglodyte (Cave Man) (1972), il suo maggiore successo, e The Bertha Butt Boogie (1975). Stando alla BBC, Castor è uno degli artisti più campionati in assoluto.

## Biografia
Originario del distretto newyorkese di Manhattan, Castor fondò i Jimmy and the Juniors. Tra i pochi brani registrati dal gruppo vi è la prima versione, rimasta inedita per volere della Mercury Records, di I Promise To Remember (1956). Nello stesso anno, i Teenagers pubblicarono una loro versione del brano che divenne il terzo successo della loro carriera. Successivamente Castor fu invitato ad unirsi ai Teenagers. Alla fine del 1966 Castor pubblicò Hey Leroy, Your Mama's Callin' You.
La band The Jimmy Castor Bunch (TJCB), fondata all'inizio degli anni settanta e composta da Jimmy Castor, Gerry Thomas (tastiera, tromba), Doug Gibson (basso), Harry Jensen (chitarra), Lenny Fridle, Jr (conga) e Bobby Manigault (batteria) pubblicò il suo album di massimo successo It's Just Begun nel 1972, che contiene la title track e Troglodyte (Cave Man). Quest'ultima è il brano di maggiore fortuna in tutta la carriera di Castor: riuscì infatti a piazzarsi al sesto posto della Billboard Hot 100 rimanendo in quella classifica per 14 settimane e valse all'artista un disco d'oro. Nel 1973 Castor registrò una cover strumentale per sassofono soprano di A Whiter Shade of Pale dei Procol Harum. Negli anni ottanta Thomas abbandonò definitivamente il complesso e iniziò a collaborare con i Fatback Band.
Castor morì di insufficienza cardiaca il 16 gennaio 2012 a Henderson, in Nevada, circa una settimana prima del suo settantaduesimo compleanno.

## Discografia parziale

### Album in studio
- 1967 – Hey Leroy
- 1972 – It's Just Begun
- 1972 – Phase 2
- 1973 – Dimension 3
- 1974 – The Jimmy Castor Bunch featuring The Everything Man
- 1975 – Butt of Course...
- 1975 – Supersound

### Singoli
- 1966 – Hey, Leroy, Your Mama's Callin' You
- 1972 – Troglodyte (Cave Man)
- 1972 – Luther the Anthropoid (Ape Man)
- 1973 – A Whiter Shade of Pale
- 1975 – Soul Serenade
- 1975 – The Bertha Butt Boogie (pt.1)
- 1975 – Potential
- 1975 – King Kong – Part 1